# Kiefer (Oklahoma)
Kiefer é uma cidade  localizada no estado norte-americano de Oklahoma, no Condado de Creek.

## Demografia
Segundo o censo norte-americano de 2000, a sua população era de 1026 habitantes.
Em 2006, foi estimada uma população de 1403, um aumento de 377 (36.7%).

## Geografia
De acordo com o United States Census Bureau tem uma área de
4,7 km², dos quais 4,7 km² cobertos por terra e 0,0 km² cobertos por água.

## Localidades na vizinhança
O diagrama seguinte representa as localidades num raio de 16 km ao redor de Kiefer.